# Europese Autoriteit voor Voedselveiligheid
De Europese Autoriteit voor Voedselveiligheid (Engelse naam: European Food Safety Authority, EFSA) is een agentschap van de Europese Unie. Het wordt ook wel kortweg de Europese Voedselautoriteit genoemd.

## Historiek
De EFSA is opgericht op 28 januari 2002 door een verordening van het Europees Parlement en de Raad. De oprichting vond men nodig naar aanleiding van een aantal voedselcrises in de jaren 1990, zoals de aanwezigheid van dioxines in voeding, en de ziekte BSE die door het eten van vlees werd overgedragen.
In 2003 ging het Wetenschappelijke Comité voor Voedsel op in de Europese Autoriteit voor Voedselveiligheid. Met de oprichting van de EFSA volgde de Europese Unie het voorbeeld van de in 1993 in Australië opgerichte Australian Pesticides and Veterinary Medicines Authority (APVMA) en van het in 1963 door de Voedsel- en Landbouworganisatie (FAO) en de Wereldgezondheidsorganisatie (WHO) opgerichte internationale onderzoeksplatform Joint Meeting on Pesticides Residues (JMPR). 
De EFSA was eerst tijdelijk gevestigd in Brussel, in afwachting van een akkoord over de officiële vestigingsplaats. In december 2003 besliste de Europese Raad dat Parma in Italië de vestigingsplaats van de EFSA zou worden. Het nieuwe hoofdkwartier van de EFSA werd officieel geopend in juli 2005 en in oktober 2005 was de verhuizing naar Parma voltooid.

## Taak
De belangrijkste taak van de EFSA bestaat erin onafhankelijk advies te geven aan de Europese Commissie, het Europees Parlement en de individuele lidstaten voor alle aangelegenheden in verband met voedselveiligheid. De EFSA beoordeelt risico's voor de voedselketen en onderwerpt alle kwesties die voor de voedselveiligheid in Europa van invloed kunnen zijn, aan een wetenschappelijke beoordeling. De EFSA maakt echter nooit bekend wie de beoordeling uitvoert, waardoor de beoordelingsprocedure niet transparant is.
De activiteiten van de EFSA bestrijken het hele voedselproductieproces ("van boer tot bord"), dat wil zeggen van de primaire productie - inclusief de veiligheid van diervoeders - tot de levering van levensmiddelen aan de consument. Daarnaast houdt de EFSA zich bezig met dierenwelzijn - voor zowel voedselproducerende dieren als proefdieren - en met plantenziektes. Daarbij worden niet alleen voedselproducerende planten bekeken maar ook sierplanten. De EFSA verzamelt informatie uit de hele wereld, volgt wetenschappelijke ontwikkelingen en deelt haar bevindingen niet alleen met deskundigen en besluitvormers, maar ook met het grote publiek. Dit gebeurt op de eerste plaats via de website van de autoriteit maar ook via de pers.